# Prześcieradło

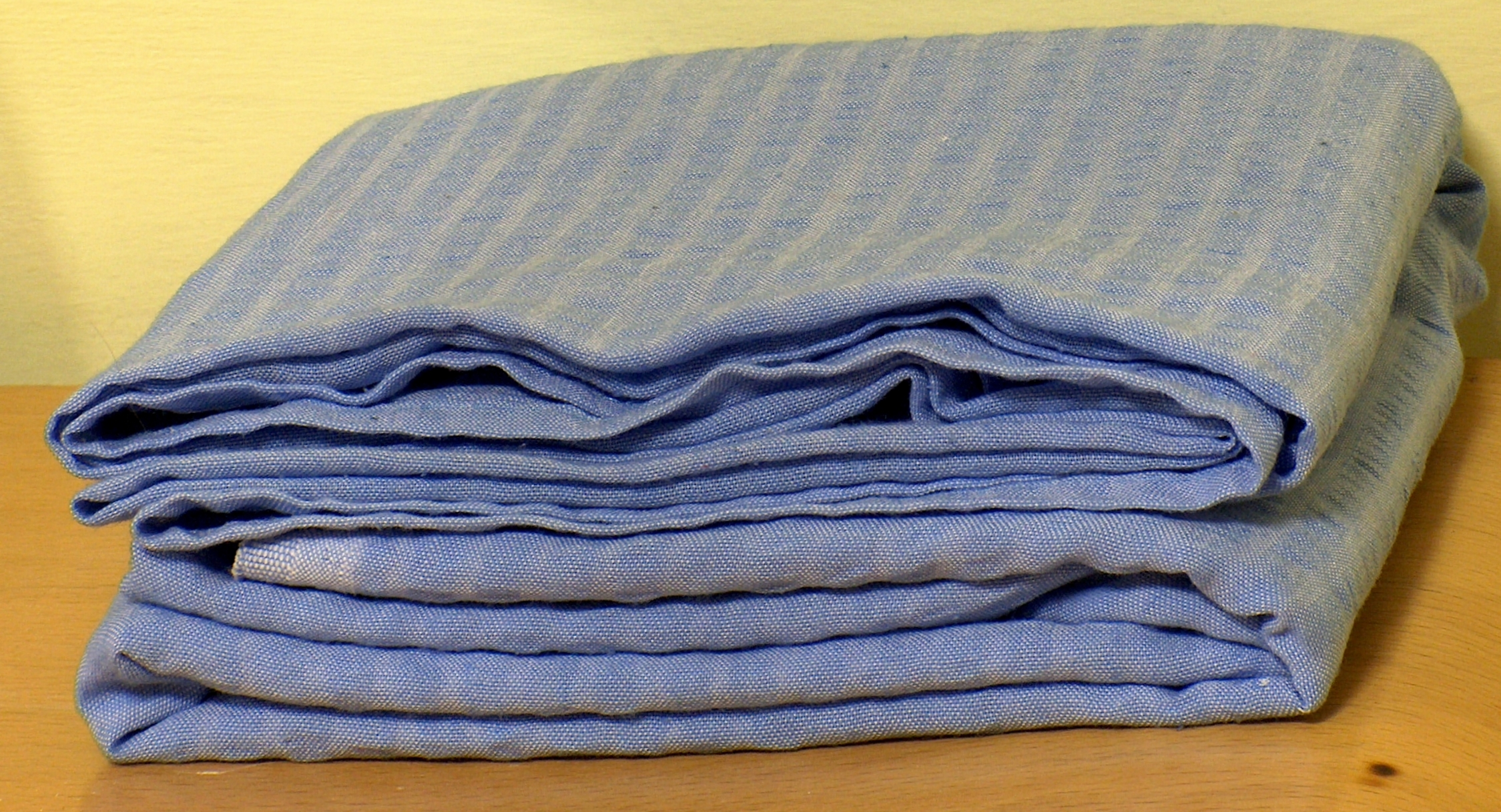
Niebieskie prześcieradło

Prześcieradło (dawniej prześcieładło – od prześciełać = poprawiać, układać pościel na łóżku) – typ pościeli, duży, prostokątny płat tkaniny rozścielany na łóżku, najczęściej o większych wymiarach niż łóżko, na którym jest rozścielany. Tradycyjnie prześcieradła były białe, obecnie spotyka się je wykonane z różnych materiałów i o różnych barwach, m.in. z bawełny, lnu, satyny lub frotté.